# Departamento Chilecito
Das Departamento Chilecito liegt im Zentrum der Provinz La Rioja im Nordwesten Argentiniens und ist eine von 18 Verwaltungseinheiten der Provinz. 
Es grenzt im Norden an das Departamento Famatina, im Osten an die Departamentos Sanagasta und Capital, im Süden an das Departamento Independencia und im Westen an die Departamentos Coronel Felipe Varela, General Lamadrid und Vinchina. 
Die Hauptstadt des Departamento Chilecito ist das gleichnamige Chilecito.

## Städte und Gemeinden
Das Departamento Chilecito ist in folgende Gemeinden aufgeteilt:
- Chilecito
- Anguinan
- Catinzaco
- Colonia Catinzaco
- Guanchín
- La Mejicanita
- La Puntilla
- Los Sarmientos
- Malligasta
- Miranda
- Nonogasta
- San Miguel
- San Nicolás
- Sañogasta
- Santa Florentina
- Tilimuqui
- Vichigasta

Koordinaten: 29° 24′ S, 67° 30′ W